# ساوت پترتون
latitudeساوت پترتونlongitudeساوت پترتون
ساوت پترتون (به انگلیسی: South Petherton) یک شهرک در بریتانیا است که در انگلستان واقع شده‌است.

## خصوصیات
ساوت پترتون ۳٬۳۶۷ نفر جمعیت دارد.